# Kalanchoe

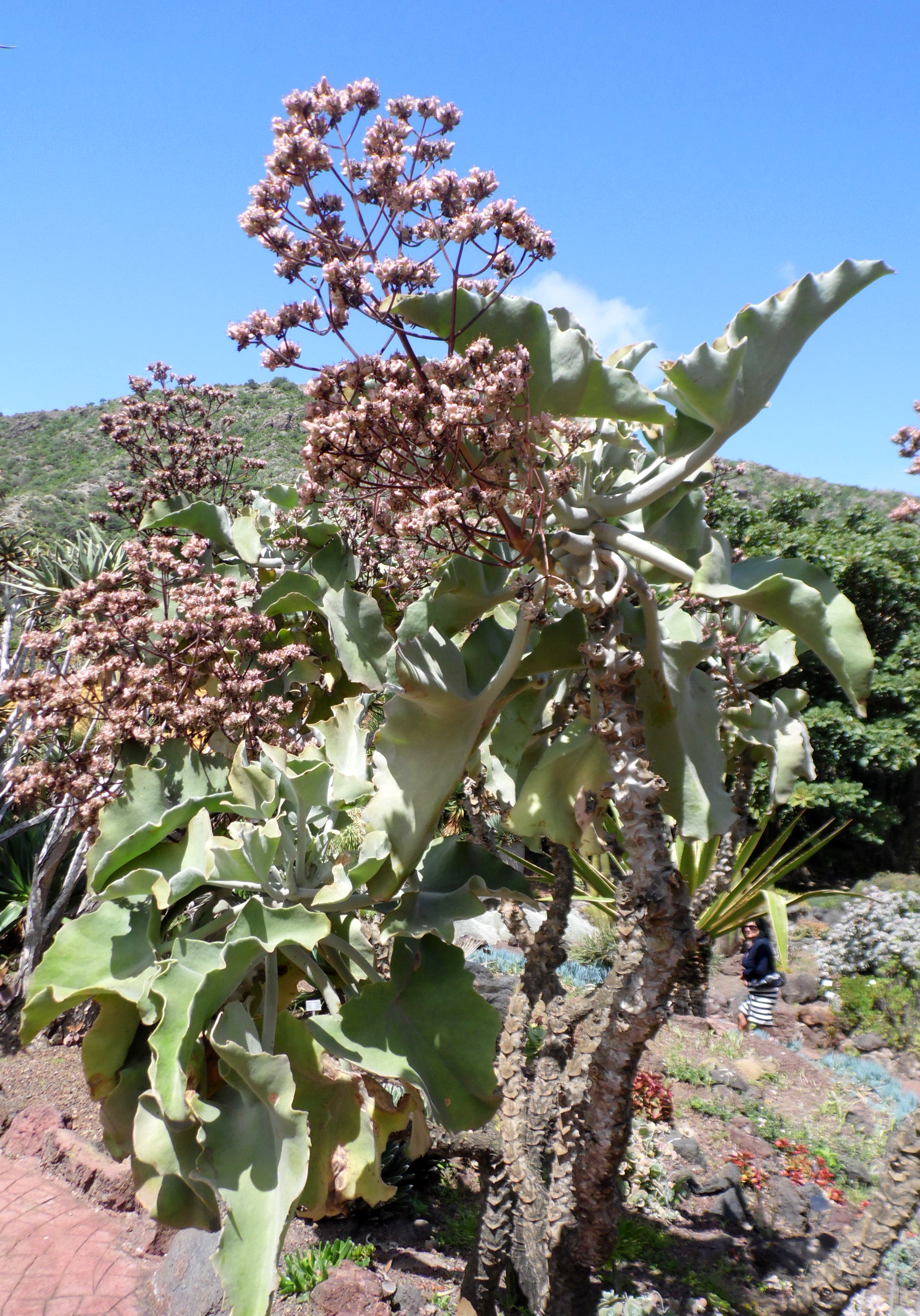
Kalanchoe beharensis

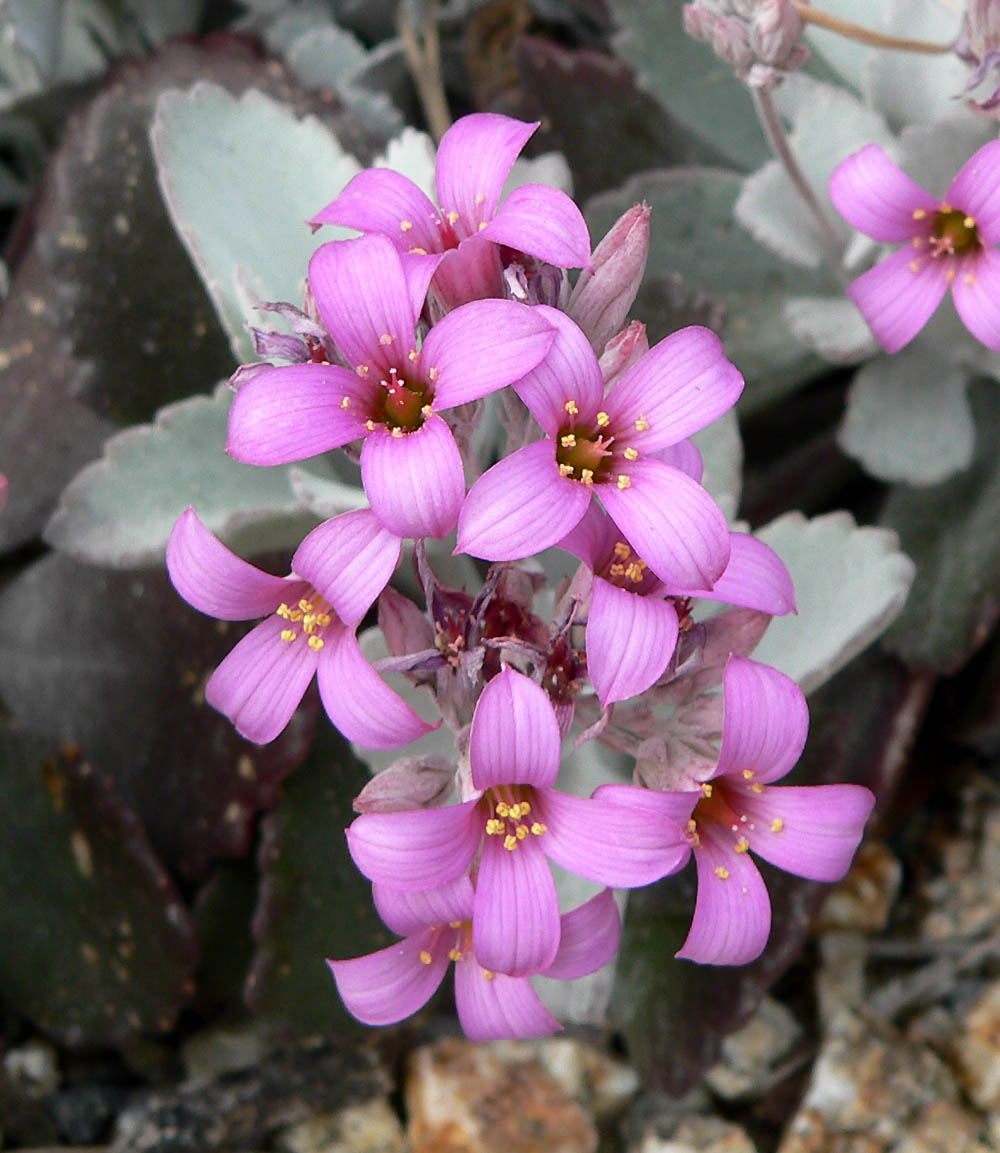
Die vierzähligen Blüten von Kalanchoe pumila

Kalanchoe ist eine Pflanzengattung aus der Familie der Dickblattgewächse (Crassulaceae). Sie ist in die beiden Sektionen Kalanchoe und Bryophyllum unterteilt. Diese sukkulenten Pflanzen sind in den tropischen Gebieten Afrikas und Asiens verbreitet. Bei vielen Arten der ausschließlich auf Madagaskar heimischen Sektion Bryophyllum entstehen an den Rändern der Laubblätter, aber auch am Blütenstand, Brutknospen.
Die bekanntesten Vertreter der Gattung sind Kalanchoe daigremontiana, das Flammende Käthchen (Kalanchoe blossfeldiana) und die Goethe-Pflanze (Kalanchoe pinnata).

## Beschreibung

### Vegetative Merkmale
Die Arten der Gattung Kalanchoe sind selten zwei- oder einjährige, meist ausdauernde sukkulente Pflanzen, selten sind es Halbsträucher bis Sträucher, manchmal auch kleine Bäume. Sie wachsen meist terrestrisch, selten auch epiphytisch. Die Wurzeln sind faserig, selten verdickt oder knollig. Die fleischigen, manchmal zur Basis hin holzigen Sprossachsen sind meist aufrecht oder oft niederliegend und gewöhnlich verzweigt.
Die in der Regel kreuzgegenständig, gelegentlich wechselständig oder wirtelig, selten andeutungsweise rosettig angeordneten Laubblätter sind gestielt bis sitzend, ausdauernd oder abfallend. Die Blattstiele sind mehr oder weniger breit stängelumfassend. Die einfachen oder zusammengesetzten Blätter sind manchmal von ihrer Basis bis hin zur Spitze in Form und Größe mehr oder weniger variabel. Wenn die Blätter zusammengesetzt sind, dann bestehen sie aus drei Teilblättern oder sind gefiedert (dann mit fünf Teilblättern). Die fleischig-sukkulente Blattspreite ist gewöhnlich flach oder selten etwas stielrund. Die Blattränder sind gewöhnlich gekerbt, gesägt oder gezähnt, selten auch glatt. Einige Arten bilden Brutknospen entlang der Blattränder. Nebenblätter fehlen.

### Blütenstände und Blüten
Der endständige, selten achselständige, wenig- bis vielblütige Blütenstand ist schirmrispig, zymös bis rispig, manchmal thyrsoid und trägt bei einigen Arten Brutknospen. Ein Blütenstandsstängel ist gewöhnlich vorhanden. Häufig ist ein allmählicher Übergang von unten stehenden Laubblättern zu immer kleineren Tragblättern.
Die gestielten Blüten sind aufrecht oder hängend und oft im Blütenstand mit abgespreizten gemischt. Die zwittrigen Blüten sind vierzählig. Die vier Kelchblätter sind frei, zur Basis hin mehr oder weniger verwachsen, oder bilden eine lange, manchmal etwas aufgeblähte, Röhre mit kürzeren Zipfeln. Der Kelch ist kürzer oder manchmal gleich lang wie die Kronröhre. Die vier gewöhnlich leuchtend gefärbten Kronblätter sind zu einer mehr oder weniger langen Kronröhre verwachsen, die mit aufrechten, ausgebreiteten oder plötzlich zurückgebogenen, kürzeren Kronzipfeln endet. Die Kronzipfel sind in der Knospenlage oft einsinnig gedreht (contort). Es sind zwei Kreise mit je vier Staubblättern vorhanden, die nicht oder etwas aus der Kronröhre herausragen. Die Staubfäden sind von unten bis oben an der Kronröhre auf unterschiedlichen Höhen angeheftet. Die vier Fruchtblätter sind frei bis basal etwas verwachsen und besitzen freie Nektarschüppchen. Der Griffel ist kürzer oder länger als die Fruchtblätter. Die Narbe ist kopfig.

### Früchte und Samen
Je Blüte entstehen vier aufrechte Balgfrüchte. Die Balgfrüchte enthalten zahlreiche winzige, gewöhnlich gefurchte, gerippte oder fein gerunzelte Samen.

### Inhaltsstoffe und Physiologie
Zumindest einige Kalanchoe-Arten sind giftig. Afrikanische Arten enthalten in geringen Mengen Bufadienolide und Cotyledontoxin. Dies führt bei Tieren zur Cotyledonosis oder Krimpsiekrankheit (spastische Kontraktion der Muskeln und neurologische Symptome). Auch die Zierpflanze Kalanchoe blossfeldiana wird immer wieder mit Vergiftungen in Verbindung gebracht.
Kalanchoe sind Kurztagpflanzen, bilden also nur unter Kurztagbedingungen Blüten. Kalanchoe blossfeldiana ist ein häufiges Studienobjekt.
Kalanchoe sind fakultative CAM-Pflanzen, sie binden das für die Fotosynthese nötige Kohlendioxid nachts in Form von organischen Säuren und setzen es tagsüber wieder frei. Auf diese Weise schränken sie die Transpiration ein. Dieser Diurnale Säurerhythmus (CAM) unterliegt einer „inneren Uhr“ (Circadiane Rhythmik). Bei Kalanchoe blossfeldiana wird CAM durch Kurztagbedingungen ausgelöst, unter Langtag vollführt sie normale C3-Photosynthese.

## Verbreitung
Die Arten der Gattung Kalanchoe sind in Madagaskar, im östlichen und südlichen Afrika, in den tropischen Gebieten Afrikas, auf der Arabischen Halbinsel, in Südostasien und den tropischen Gebieten Asiens verbreitet.

## Etymologie und Systematik

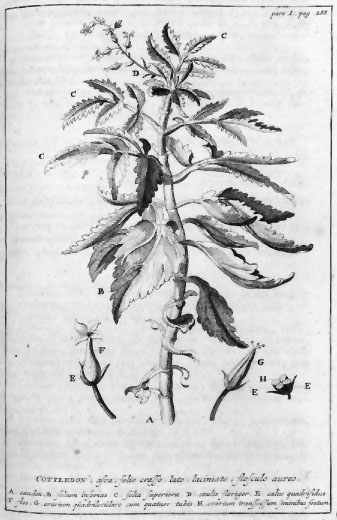
Tafel 288 mit Cotyledon afra aus Boerhaaves Index Alter Plantarum

Für die Herkunft des botanischen Namens Kalanchoe gibt es zwei Erklärungen. Die erste geht davon aus, dass die Gattung nach einer ihrer Arten (eventuell Kalanchoe spathulata) und deren chinesischen Bezeichnung 伽藍菜 / 伽蓝菜,  jiāláncài, kantonesisch ga-laam-choi benannt wurde. Eine zweite Erklärung leitet den Namen von den altindischen Worten kalanka für Fleck, Rost und chaya ab.
Die taxonomische Klassifikation der Gattung Kalanchoe ist problematisch und noch nicht abgeschlossen. Eine moderne Monografie der Gattung Kalanchoe fehlt. Die Gattung wird in die beiden Sektionen Kalanchoe und Bryophyllum (einschließlich der ehemaligen Sektion Kitchingia) gegliedert. Nicht alle Arten der Gattung lassen sich jedoch eindeutig einer der beiden Sektionen zuordnen.
Bei den Arten der Sektion Kalanchoe sind die Blüten normalerweise aufrecht und nicht hängend. Die Kelchblätter sind nur am Grund verwachsen. Die Staubblätter sind in oder über der Mitte der Kronröhre angeheftet. Bei der Sektion Bryophyllum sind die Blüten hängend. Die Kelchblätter sind mehr oder weniger verwachsen. Der Kelch ist röhrenartig oder breit glockenförmig. Die Staubblätter sind unterhalb der Mitte der Kronröhre angeheftet. Bei vielen Arten tragen die Blätter, aber auch der Blütenstand, Brutknospen.
Als Lectotyp der Gattung wurde Kalanchoe laciniata ausgewählt. Kalanchoe ist monophyletisch.
Nach Bernard M. Descoings umfasst die Gattung Kalanchoe folgende Arten:
| Sektion Kalanchoe | Sektion Bryophyllum | Nicht zugeordnete Übergangsarten |
| --- | --- | --- |
| - Kalanchoe alticola Compton - Kalanchoe angustifolia A.Rich. - Kalanchoe annamica Gagnep. - Kalanchoe arborescens Humbert - Kalanchoe aubrevillei Raym.-Hamet ex Cufod. - Kalanchoe ballyi Raym.-Hamet ex Cufod. - Kalanchoe beharensis Drake - Kalanchoe bentii C.H.Wright ex Hook.f. - Kalanchoe bentii subsp. bentii - Kalanchoe bentii supsp. somalica Cufod. - Kalanchoe bhidei T.Cooke - Kalanchoe bipartita Chiov. - Kalanchoe blossfeldiana Poelln. - Kalanchoe boisii Raym.-Hamet & H.Perrier - Kalanchoe boranae Raadts - Kalanchoe brachyloba Welw. ex Britten - Kalanchoe bracteata Scott-Elliot - Kalanchoe briquetii Raym.-Hamet - Kalanchoe chapototii Raym.-Hamet & H.Perrier - Kalanchoe cherukondensis Subba Rao & Kumari - Kalanchoe chevalieri Gagnep. - Kalanchoe citrina Schweinf. - Kalanchoe craibii Raym.-Hamet - Kalanchoe crenata (Andrews) Haw. - Kalanchoe crundallii I.Verd. - Kalanchoe deficiens Asch. & Schweinf. - Kalanchoe deficiens var. deficiens Asch. & Schweinf. - Kalanchoe deficiens var. glabra Raadts - Kalanchoe densiflora Rolfe - Kalanchoe densiflora var. densiflora Rolfe - Kalanchoe densiflora var. minor Raadts - Kalanchoe dinklagei Rauh - Kalanchoe dixoniana Raym.-Hamet - Kalanchoe dyeri N.E.Br. - Kalanchoe fadeniorum Raadts - Kalanchoe farinacea Balf.f. - Kalanchoe garambiensis Kudô - Kalanchoe germanae Raym.-Hamet ex Raadts - Kalanchoe glaucescens Britten - Kalanchoe globulifera H.Perrier - Kalanchoe grandidieri Baill. - Kalanchoe grandiflora Wight & Arn. - Kalanchoe hametiorum Raym.-Hamet - Kalanchoe hildebrandtii Baill. - Kalanchoe humilis Britten - Kalanchoe integrifolia Baker - Kalanchoe laciniata (L.) DC. - Kalanchoe lateritia Engl. - Kalanchoe latisepala N.E.Br. - Kalanchoe leblanciae Raym.-Hamet - Kalanchoe lindmannii Raym.-Hamet - Kalanchoe linearifolia Drake - Kalanchoe lobata R.Fern. - Kalanchoe longiflora Schltr. - Kalanchoe longifolia Geddes - Kalanchoe lubangensis R.Fern. - Kalanchoe luciae Raym.-Hamet - Kalanchoe luciae subsp. luciae Raym.-Hamet - Kalanchoe luciae subsp. montana (Compton) Toelken - Kalanchoe marmorata Baker - Kalanchoe migiurtinorum Cufod. - Kalanchoe millotii Raym.-Hamet & H.Perrier - Kalanchoe mitejea Blanc & Raym.-Hamet - Kalanchoe ndotoenis L.E.Newton - Kalanchoe neglecta Toelken - Kalanchoe nyikae Engl. - Kalanchoe nyikae subsp. nyikae Engl. - Kalanchoe nyikae subsp. auriculata Raadts - Kalanchoe obtusa Engl. - Kalanchoe olivacea Dalzell - Kalanchoe orgyalis Baker - Kalanchoe paniculata Harv. - Kalanchoe peteri Werderm. - Kalanchoe petitiana A.Rich. - Kalanchoe petitiana var. petitiana - Kalanchoe petitiana var. neumannii (Engl.) Cufod. - Kalanchoe prittwitzii Engl. - Kalanchoe pumila Baker - Kalanchoe quadrangularis Desc. - Kalanchoe quartiniana A.Rich. - Kalanchoe rhombopilosa Mannoni & Boiteau - Kalanchoe robusta Balf.f. - Kalanchoe rotundifolia Haw. - Kalanchoe salazarii Raym.-Hamet - Kalanchoe scapigera Welw. ex Britten - Kalanchoe schimperiana A.Rich. - Kalanchoe sexangularis N.E.Br. - Kalanchoe spathulata DC. - Kalanchoe stenosiphon Britten - Kalanchoe subrosulata Thulin - Kalanchoe synsepala Baker - Kalanchoe tashiroi Yamam. - Kalanchoe teixeirae Raym.-Hamet ex R.Fern. - Kalanchoe tetramera Geddes - Kalanchoe tetraphylla H.Perrier - Kalanchoe thyrsiflora Harv. - Kalanchoe tomentosa Baker - Kalanchoe tuberosa H.Perrier - Kalanchoe usambarensis Engl. & Raym.-Hamet - Kalanchoe velutina Welw. ex Oliv. - Kalanchoe velutina subsp. velutina Welw. ex Oliv. - Kalanchoe velutina subsp. chimanimanensis R.Fern. - Kalanchoe velutina subsp. dangeardii (Raym.-Hamet) R.Fern. - Kalanchoe wildii Raym.-Hamet ex R.Fern. - Kalanchoe yemensis (Deflers) Schweinf. - Kalanchoe yunnanensis Gagnep. | - Kalanchoe adelae Raym.-Hamet - Kalanchoe ambolensis Humbert - Kalanchoe beauverdii Raym.-Hamet - Kalanchoe bergeri Raym.-Hamet & H.Perrier - Kalanchoe bogneri Rauh - Kalanchoe bouvetii Raym.-Hamet & H.Perrier - Kalanchoe campanulata (Baker) Baill. - Kalanchoe curvula Desc. - Kalanchoe cymbifolia Desc. - Kalanchoe daigremontiana Raym.-Hamet & H.Perrier - Kalanchoe delagoensis Eckl. & Zeyh. - Kalanchoe fedtschenkoi Raym.-Hamet & H.Perrier - Kalanchoe gastonis-bonnieri Raym.-Hamet & H.Perrier - Kalanchoe laetivirens Desc. - Kalanchoe laxiflora Baker - Kalanchoe macrochlamys H.Perrier - Kalanchoe manginii Raym.-Hamet & H.Perrier - Kalanchoe marnieriana H.Jacobsen - Kalanchoe miniata Hils. & Bojer ex Tul. - Kalanchoe pinnata (Lam.) Pers. - Kalanchoe poincarei Raym.-Hamet & H.Perrier - Kalanchoe prolifera (Bowie ex Hook.) Raym.-Hamet - Kalanchoe pseudocampanulata Mannoni & Boiteau - Kalanchoe pubescens Baker - Kalanchoe rolandi-bonapartei Raym.-Hamet & H.Perrier - Kalanchoe rosei Raym.-Hamet & H.Perrier - Kalanchoe rubella (Baker) Raym.-Hamet & H.Perrier - Kalanchoe sanctula Desc. - Kalanchoe schizophylla (Baker) Baill. - Kalanchoe serrata Mannoni & Boiteau - Kalanchoe streptantha Baker - Kalanchoe suarezensis H.Perrier - Kalanchoe uniflora (Stapf) Raym.-Hamet - Kalanchoe waldheimii Raym.-Hamet & H.Perrier | - Kalanchoe alternans Pers. - Kalanchoe alternans var. alternans - Kalanchoe alternans var. lanceolata Raadts - Kalanchoe aromatica H.Perrier - Kalanchoe aromatica var. aromatica - Kalanchoe aromatica var. brevicorolla Boiteau - Kalanchoe elizae A.Berger - Kalanchoe eriophylla Hils. & Bojer ex Tul. - Kalanchoe fernandesii Raym.-Hamet - Kalanchoe gracilipes (Baker) Baill. - Kalanchoe jongmansii Raym.-Hamet & H.Perrier - Kalanchoe jongmansii subsp. jongmansii - Kalanchoe jongmansii subsp. ivohibensis Humbert - Kalanchoe lanceolata (Forssk.) Pers. - Kalanchoe mandrarensis Humbert - Kalanchoe peltata (Baker) Baill. - Kalanchoe porphyrocalyx (Baker) Baill. - Kalanchoe rechingeri Raym.-Hamet ex Rauh & Hebding - Kalanchoe viguieri Raym.-Hamet & H.Perrier - Kalanchoe welwitschii Britten |

Seit 2003 wurden folgende Taxa neu beschrieben:
- Kalanchoe antennifera Desc.[N 1]
- Kalanchoe bracteata var. virescens Desc.[N 2]
- Kalanchoe ceratophylla var. indochinensis H.Ohba[N 3]
- Kalanchoe grandidieri var. itampolensis Desc.[N 4]
- Kalanchoe humifica Desc.[N 5]
- Kalanchoe inaurata Desc.[N 6]
- Kalanchoe maromokotrensis Desc. & Rebmann[N 7]
- Kalanchoe pareikiana Desc. & Lavranos[N 8]
- Kalanchoe peltigera Desc.[N 9]
- Kalanchoe rebmannii Desc.[N 10]
- Kalanchoe spathulata var. baguioensis H.Ohba[N 11]
- Kalanchoe spathulata var. simlensis H.Ohba[N 12]
- Kalanchoe spathulata var. staintonii H.Ohba[N 13]
- Kalanchoe tenuiflora Desc.[N 14]

Hybriden
- Kalanchoe ×cantabrigiensis hort. ex Guillaumin
Kulturhybride mit unbekannten Eltern
- Kalanchoe ×ena hort. ex N.Schneider
Gartenhybride zwischen Kalanchoe grandiflora und Kalanchoe glaucescens
- Kalanchoe ×felthamensis hort. Veitch ex Mottet
Kulturhybride zwischen Kalanchoe flammea und Kalanchoe kirkii
- Kalanchoe ×flaurantia Desc.[N 15]
Hybride zwischen Kalanchoe bracteata und Kalanchoe orgyalis
- Kalanchoe ×houghtonii D.B.Ward[N 16]
Hybride zwischen Kalanchoe daigremontiana und Kalanchoe delagoensis
- Kalanchoe ×kewensis Dyer
Gartenhybride zwischen Kalanchoe flammea und Kalanchoe bentii
- Kalanchoe ×lokarana Desc.[N 17]
Hybride zwischen Kalanchoe laxiflora und einer unbestimmten Kalanchoe-Art
- Kalanchoe ×richaudii Desc.[N 18]
Hybride zwischen Kalanchoe rosei und Kalanchoe delagoensis
- Kalanchoe ×vadensis Boom & Zeilinga
Kulturhybride zwischen Kalanchoe blossfeldiana und Kalanchoe grandiflora

Synonyme

Synonyme der Gattung sind Crassuvia Comm. ex Lam. (1786), Vereia Andrews (1798), Verea Willd. (1799, nom. inval. ICBN-Artikel 61.1), Calanchoe Pers. (1805, nom. inval. ICBN-Artikel 61.1), Bryophyllum Salisb. (1806), Kalenchoe Haw. (1819, nom. inval. ICBN-Artikel 61.1), Physocalycium Vest (1820, nom. illeg. ICBN-Artikel 52.1), Baumgartenia Tratinnick (1821, nom. illeg. ICBN-Artikel 52.1), Crassouvia Comm. ex DC. (1828, nom. inval. ICBN-Artikel 61.1), Meristostylus Klotzsch (1861), Kitchingia Baker (1881) und Geaya Costantin & Poiss. (1908).

## Botanische Geschichte

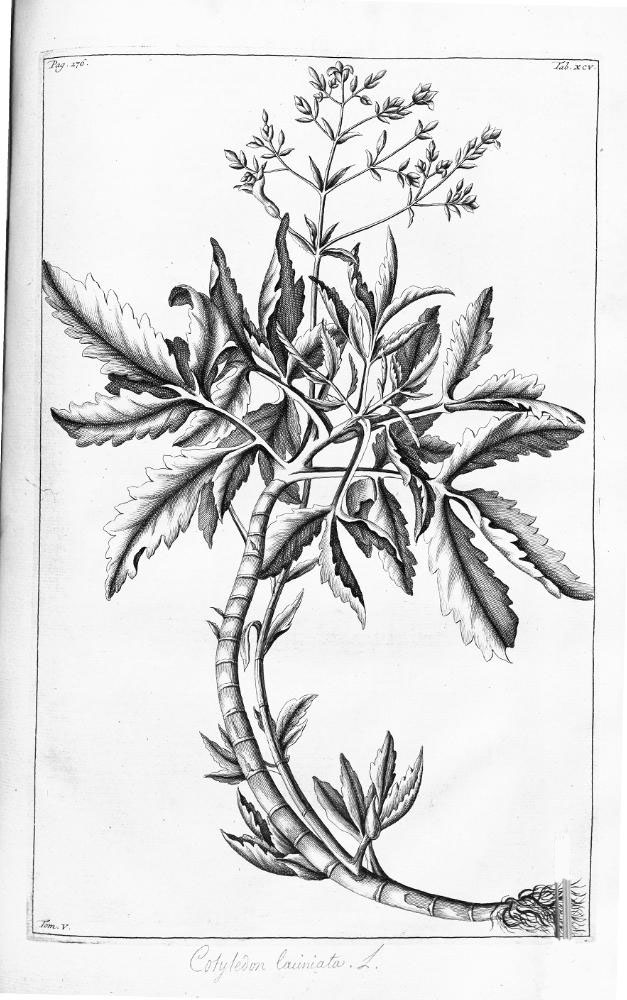
Tafel 95 mit Tsjaccarbebe aus dem fünften Band von Rumpfs Herbarium Amboinenses

Die älteste Beschreibung einer Art der Gattung veröffentlichte Leonard Plukenet 1696 in seinem Werk Almagestum Botanicum unter dem Namen Telephium Africanum.
Die Gattung wurde 1763 von Michel Adanson aufgestellt und in seine Familie Seda (Les Joubarbes) eingeordnet. Adanson führte keine Arten an, verwies aber auf die Beschreibung von Cotyledon afra durch Herman Boerhaave und von Tsjaccarbebe durch Georg Eberhard Rumpf. Johannes Burman, der Rumpfs Herbarium Amboinense bearbeitete, ordnete die Art Cotyledon foliis laciniatis zu. Unter dieser Bezeichnung hatte Carl von Linné die Art 1737 im Hortus Cliffortianus beschrieben. In Species Plantarum gab ihr Linné dann den binären Namen Cotyledon laciniata.
Richard Anthony Salisbury verfasste 1805 die Erstbeschreibung von Bryophyllum calycinum (heute ein Synonym zu Kalanchoe pinnata) und stellte damit gleichzeitig die neue Gattung Bryophyllum auf. 1881 wurde schließlich noch durch John Gilbert Baker die Gattung Kitchingia, die nach Langley Kitching (1835–1910) benannt ist, aufgestellt.
Pierre Boiteau und Octave Mannoni vereinigten 1948/49 die Gattungen Bryophyllum und Kitchingia mit Kalanchoe und gaben ihnen nach den Nomenklaturregeln den Rang von Sektionen.
Alwin Berger und Hermann August Theodor Harms hingegen hielten 1930 in ihrer Bearbeitung der Familie der Dickblattgewächse für Adolf Englers Die natürlichen Pflanzenfamilien den Status von Bryophyllum und Kitchingia als eigenständige Gattungen aufrecht.
Die Frage, ob Bryophyllum und Kalanchoe zwei eigenständige Gattungen darstellen, ist bisher nicht abschließend geklärt.

## Verwendung

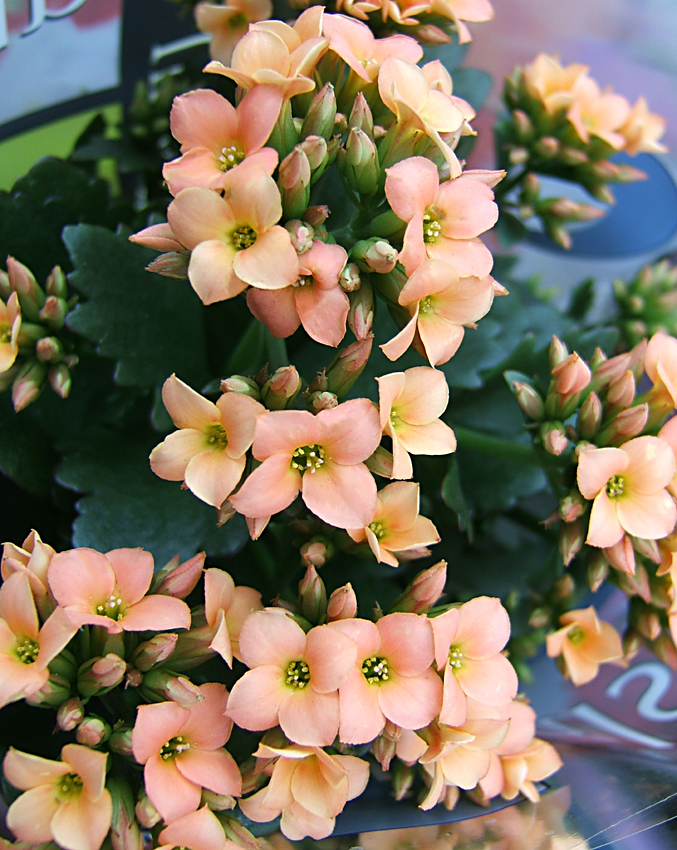
Sorte von Kalanchoe blossfeldiana

Kalanchoe spathulata wird in Indien als ein Mittel gegen Cholera betrachtet und wirkt stark abführend. In Madagaskar wird Kalanchoe prolifera gegen Rheuma eingesetzt. Für den Gartenbau ist Kalanchoe blossfeldiana von Bedeutung, von der zahlreiche Sorten gezüchtet wurden.

## Gefährdung
Einige Arten stehen auf der Roten Liste gefährdeter Arten der IUCN. Der aktuelle Gefährdungsstatus ist in den jeweiligen Artikeln zur Art vermerkt.

## Nachweise

### Erstbeschreibungen seit 2003
1. ↑  Bernard Descoings: Kalanchoe antennifera, Crassulacée africaine nouvelle. In: Acta Botanica Gallica. Band 151, Nummer 4, 2004, S. 441–444 (doi:10.1080/12538078.2004.10515446, online).
2. ↑  Bernard Descoings: Sur quelques Kalanchoe (Crassulaceae) hybrides de Madagascar. In: Le Journal de Botanique de la Société de botanique de France. Nummer 30, 2005, S. 13–14.
3. ↑  Hideaki Ohba: Taxonomic studies on the Asian species of the genus Kalanchoe (Crassulaceae) 1. Kalanchoe spathulata and its allied species. In: Journal of Japanese Botany. Band 78, Nummer 5, 2003, 254.
4. ↑  Bernard Descoings: Crassulaceae Madecassae novae. Societe botanique de l'Ardeche, Aubenas 2005, ISBN 2951623216, S. 17 (online).
5. ↑  Bernard Descoings: Crassulaceae Madecassae novae. Societe botanique de l'Ardeche, Aubenas 2005, ISBN 2951623216, S. 14–16 (online).
6. ↑  Bernard Descoings: Crassulaceae Madecassae novae. Societe botanique de l'Ardeche, Aubenas 2005, ISBN 2951623216, S. 3–5 (online).
7. ↑  Bernard Descoings: Une très belle espèce nouvelle de Kalanchoe (Crassulaceae): K. maromokotrensis. In: Succulentes. Nummer 3, 2006, S. 10–17 (online).
8. ↑  Bernard Descoings: Crassulaceae Madecassae novae. Societe botanique de l'Ardeche, Aubenas 2005, ISBN 2951623216, S. 10–13 (online).
9. ↑  Bernard Descoings: Crassulaceae Madecassae novae. Societe botanique de l'Ardeche, Aubenas 2005, ISBN 2951623216, S. 6–9 (online).
10. ↑  Bernard Descoings: Kalanchoe rebmannii, Crassulacée nouvelle de Madagascar. In: Le Journal de Botanique de la Société de botanique de France. Nummer 33, 2006, S. 29–32 (online).
11. ↑  Hideaki Ohba: Taxonomic studies on the Asian species of the genus Kalanchoe (Crassulaceae) 1. Kalanchoe spathulata and its allied species. In: Journal of Japanese Botany. Band 78, Nummer 5, 2003, 251.
12. ↑  Hideaki Ohba: Taxonomic studies on the Asian species of the genus Kalanchoe (Crassulaceae) 1. Kalanchoe spathulata and its allied species. In: Journal of Japanese Botany. Band 78, Nummer 5, 2003, 252.
13. ↑  Hideaki Ohba: Taxonomic studies on the Asian species of the genus Kalanchoe (Crassulaceae) 1. Kalanchoe spathulata and its allied species. In: Journal of Japanese Botany. Band 78, Nummer 5, 2003, 253.
14. ↑  Bernard Descoings: Kalanchoe tenuiflora, crassulacee nouvelle de Madagascar. Acta Botanica Gallica. Band 151, Nummer 2, 2004, S. 233–237.
15. ↑  Bernard Descoings: Sur quelques Kalanchoe (Crassulaceae) hybrides de Madagascar. In: Le Journal de Botanique de la Société de botanique de France. Nummer 30, 2005, S. 14.
16. ↑  Daniel B. Ward: A name for a hybrid Kalanchoe now naturalized in Florida. In: Cactus and Succulent Journal. Band 78, Nummer 2, Cactus and Succulent Society of America, 2006, S. 92–95 (doi:10.2985/0007-9367(2006)78[92:ANFAHK]2.0.CO;2).
17. ↑  Bernard Descoings: Sur quelques Kalanchoe (Crassulaceae) hybrides de Madagascar. In: Le Journal de Botanique de la Société de botanique de France. Nummer 30, 2005, S. 15–17.
18. ↑  Bernard Descoings: Sur quelques Kalanchoe (Crassulaceae) hybrides de Madagascar. In: Le Journal de Botanique de la Société de botanique de France. Nummer 30, 2005, S. 14–16.

## Weiterführende Literatur
- Mykhaylo Chernetskyy: Problems in nomenclature and systematics in the subfamily Kalanchoideae (Crassulaceae) over the years. In: Acta Aagrobotanica. Band 64, Nummer 4, S. 67–74.
- Bernard Descoings: Le genre Kalanchoe structure et définition. In: Le Journal de Botanique de la Société Botanique de France. Band 33, 2006, S. 3–28 (online).
- Urs Eggli et al. Toward a consensus classification of the Crassulaceae. In: Henk't Hart, Urs Eggli: Evolution and systematics of the Crassulaceae. Backhuis Publishers: Leiden 1995, ISBN 90-73348-46-3, S. 173–192.